# Roy Vernon
Roy Vernon, né le 14 avril 1937 à Ffynnongroyw (Pays de Galles), mort le 4 décembre 1993, est un footballeur gallois, qui évoluait au poste d'attaquant à Everton. 
Vernon a marqué huit buts lors de ses trente-deux sélections avec l'équipe du Pays de Galles entre 1957 et 1968.

## Carrière de joueur
- 1955-1960 : Blackburn Rovers
- 1960-1965 : Everton FC
- 1965-1970 : Stoke City

## Palmarès

### En équipe nationale
- 32 sélections et 8 buts avec l'équipe du Pays de Galles entre 1957 et 1968.

### Avec Blackburn Rovers
- Finaliste de la Coupe d'Angleterre de football en 1960.

### Avec Everton
- Vainqueur du Championnat d'Angleterre de football en 1963.
- Vainqueur du Charity Shield en 1963.